# Miguel Ángel Adorno
Miguel Ángel Adorno Ramírez (5 de julio de 1949, Puerto Aragón, Santa Fe, Argentina) es un exfutbolista argentino con nacionalidad española que jugaba en la posición de delantero y desarrolló la mayoría de su carrera en España.

## Carrera
Inició su carrera en la temporada 1968 en las filas del Racing Club (1ª División) alcanzando el tercer puesto en el Campeonato Nacional en su debut. Permaneció en La Academia hasta el verano de 1971 cuando fichó por el Valencia C. F. (1ª División), reciente campeón liguero con Alfredo Di Stéfano en el banquillo.
La normativa de los oriundos vigente en la época marcaría parte de la trayectoria de Adorno en España. Considerado oriundo las dos primeras temporadas jugaría 39 partidos anotando 7 goles, perdería dicha condición al abolirse dicha normativa en la temporada 1973-1974 pasando a ser considerado extranjero tras ser incluso condenado por falsedad documental y al ser sólo posible la participación de dos extranjeros por club, el Valencia C. F. optó por Salif Keïta Traoré y Kurt Jara pasando las dos siguientes temporadas prácticamente en blanco.
En verano de 1975 salió cedido junto con el guardameta Carlos Santiago Pereira al Deportivo Alavés (2ª División), donde jugaría las primeras jornadas destacando por su calidad técnica, hasta que una lesión le apartó del equipo.
A su vuelta al conjunto che entró en los planes del entrenador Heriberto Herrera hasta que la llegada de Manuel Mestre al banquillo le supuso su salida de las convocatorias. Finalmente, en verano de 1977 abandonó el Valencia C. F. para fichar por el Levante U.D. (2ªB), que acababa de descender. Tras no conseguir el ascenso en la temporada 1977-1978 colgó las botas de fútbol.

## Clubes
| Club                      | País      | Año       |
| ------------------------- | --------- | --------- |
| Racing Club               | Argentina | 1968-1971 |
| Valencia C. F.            | España    | 1971-1975 |
| Deportivo Alavés (Cedido) | España    | 1975-1976 |
| Valencia C. F.            | España    | 1976-1977 |
| Levante U. D.             | España    | 1977-1978 |

## Trayectoria posterior
Obtuvo el título nacional de entrenadores y pasó por diversos clubes valencianos como la C.F. Cracks.